# Kontrollkommissionen
Den allierade kontrollkommissionen instiftades 19 september 1944 som ett resultat av Mellanfreden i Moskva och hade som uppgift att övervaka denna fred. Kommissionen anlände till Finland 22 september 1944. President var då Carl Gustaf Emil Mannerheim och statsminister Juho Kusti Paasikivi. Kommissionens verksamhet avvecklades 1947.

## Medlemmar
Kommissionen hade 160 medlemmar, majoriteten från Sovjetunionen, övriga medlemmar (15) var britter. Britternas roll var huvudsakligen passiv, men skall också ha verkat modererande på de mer aggressivt inställda sovjetiska ledamöterna. Som ordförande för kommissionen verkade Andrej Zjdanov.

## Verksamhet

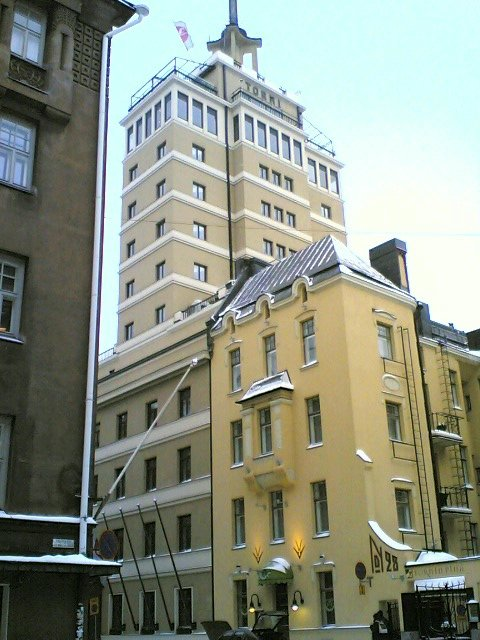
Hotell Torni i Helsingfors.

Kontrollkommissionen hade sitt högkvarter i Hotell Torni i centrala Helsingfors, men administrerade även Malms flygfält som var Helsingfors dåvarande internationella flygplats.
Kommissionen övervakade att villkoren i mellanfreden följdes till punkt och pricka. Till sin natur var kommissionen en skuggregering, vars bestämmelser måste följas. Den hade oinskränkt tillträde till samtliga myndigheter och kunde begära vilka uppgifter som helst. 
I september 1944 beslöts på uppmaning av kontrollkommissionen att alla tyska och ungerska medborgare i Finland skulle interneras och att deras egendom skulle överlåtas till Sovjetunionen. Män, kvinnor och barn sattes i läger. Att även barnen sattes i läger anses bero på att de vuxna man fick ihop inte motsvarade det totala antalet som borde finnas i landet.
Stor vikt fästes vid att rannsaka dem som enligt Sovjetunionens fömenande var skyldiga till kriget, samt dem som hade begått krigsförbrytelser. I annat fall hotade man att ockupera Finland och själv föra de skyldiga till Moskva för rättegång. Premiärminister Juho Kusti Paasikivi och justitieminister Urho Kekkonen hade inga alternativ utan böjde sig för kraven. De krigsansvariga dömdes enligt specialskrivna lagar med retroaktiv verkan. Även domsluten var bestämda på förhand i den process där dom avkunnades 20 februari 1946. Den förre presidenten Risto Ryti dömdes till 10 års tukthus. Sju andra politiker dömdes till fängelsestraff av varierande längd.
Kommissionens första kris orsakades av den så kallade vapengömmoaffären, vilken i praktiken bröt mot mellanfredens villkor. Affären berörde tusentals människor, vilka hade gömt vapen på olika ställen runt om i hela Finland. Vapnen skulle användas i ett gerillakrig för det fall att Sovjet ockuperade Finland eller iscensatte ett kommunistiskt maktövertagande på liknande sätt som skett i Öst- och Centraleuropa. Resultatet av vapengömmoaffären blev rättsprocesser som fortsatte ända till 1949.
Kommissionen återlämnade Malms flygplats vid nyåret 1947 och lämnade Finland efter att Parisfreden ratificerats senare samma år.